# Polka Marina
Polka Marina was een attractie in attractiepark de Efteling. De attractie lag in Ruigrijk en werd geopend in 1984. De bouw ervan kostte destijds 1,5 miljoen gulden.
Polka Marina was een carrouselachtige attractie van de fabrikant Vekoma waarbij men, gezeten in bootjes, rondjes 'voer'. De attractie werd ook wel de Koggenmolen genoemd omdat de bootjes waarin men zat koggen werden genoemd. Deze koggen maakten tijdens de rit een golvende beweging, veroorzaakt door de vorm van de baan. De letterlijke betekenis van Polka Marina is "dans van de zee".
Met de komst van de achtbaan Python in 1981 groeide Ruigrijk uit tot een parkdeel voor de oudere jeugd. Men treft er ook de Game Gallery (1981) aan en het schommelschip de Halve Maen (1982). Om ook kleinere kinderen naar dit deel van het park te trekken, werden minder 'ruige' attracties gebouwd, zoals de Polka Marina en De Oude Tuffer. In de nabije omgeving bevindt zich ook het Kinderspoor.

## Sluiting en afbraak
In oktober 2020 maakte het attractiepark bekend dat Polka Marina afgebroken zou gaan worden. Op 30 november 2020 was de attractie voor het laatst in gebruik. Op de plaats van Polka Marina is geen nieuwe attractie gekomen maar bestrating en uitbreiding van het terras aan Station de Oost om een betere toeloop naar Station de Oost te voorzien.

### Na 2020
Twee jaar na de sluiting van Polka Marina is beslist om het bekende onderdeel, de walvis, te plaatsen bij Café de Efteling, een ontmoetingsplek voor Efteling-personeel.

## Afbeeldingen

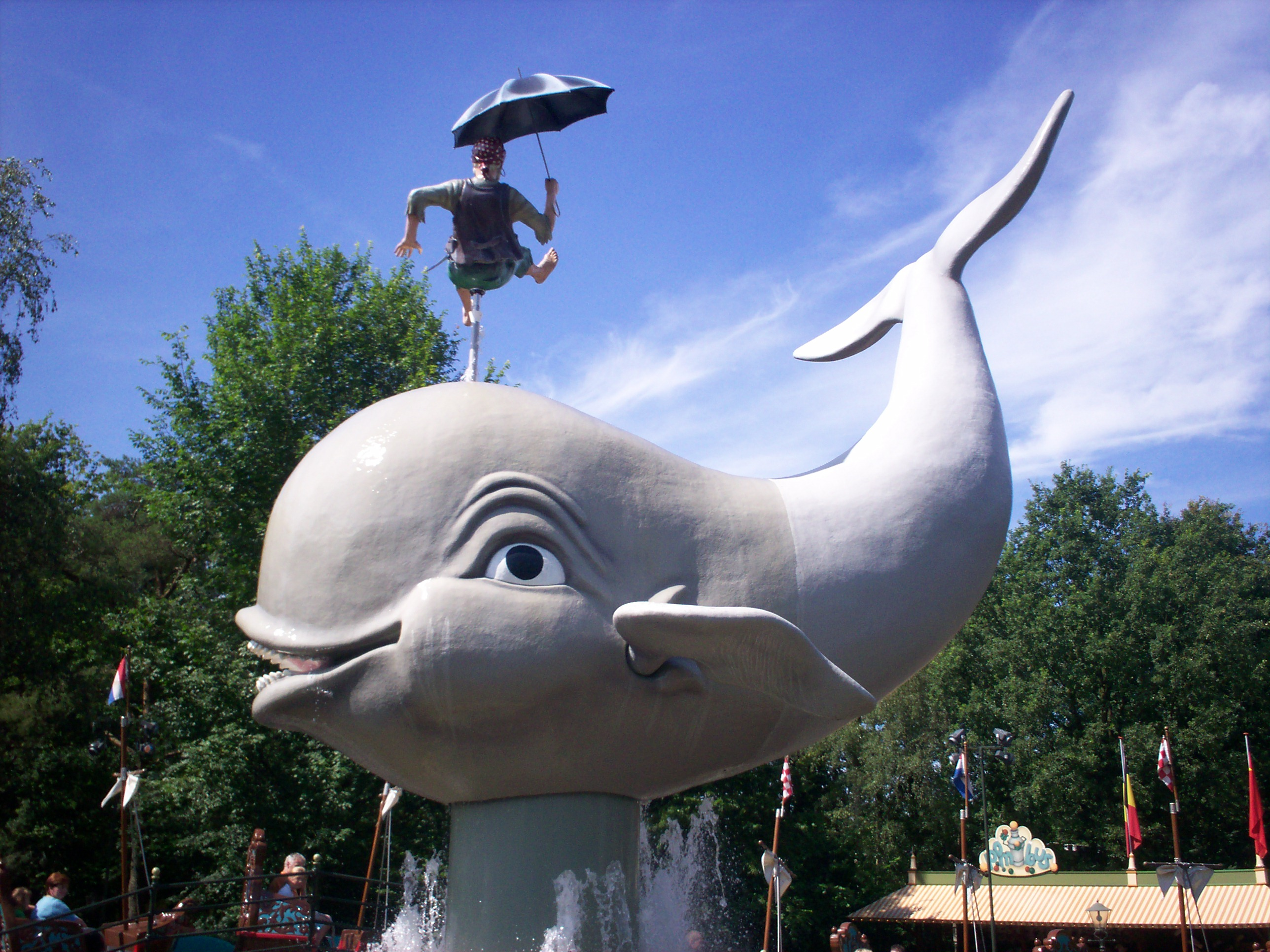
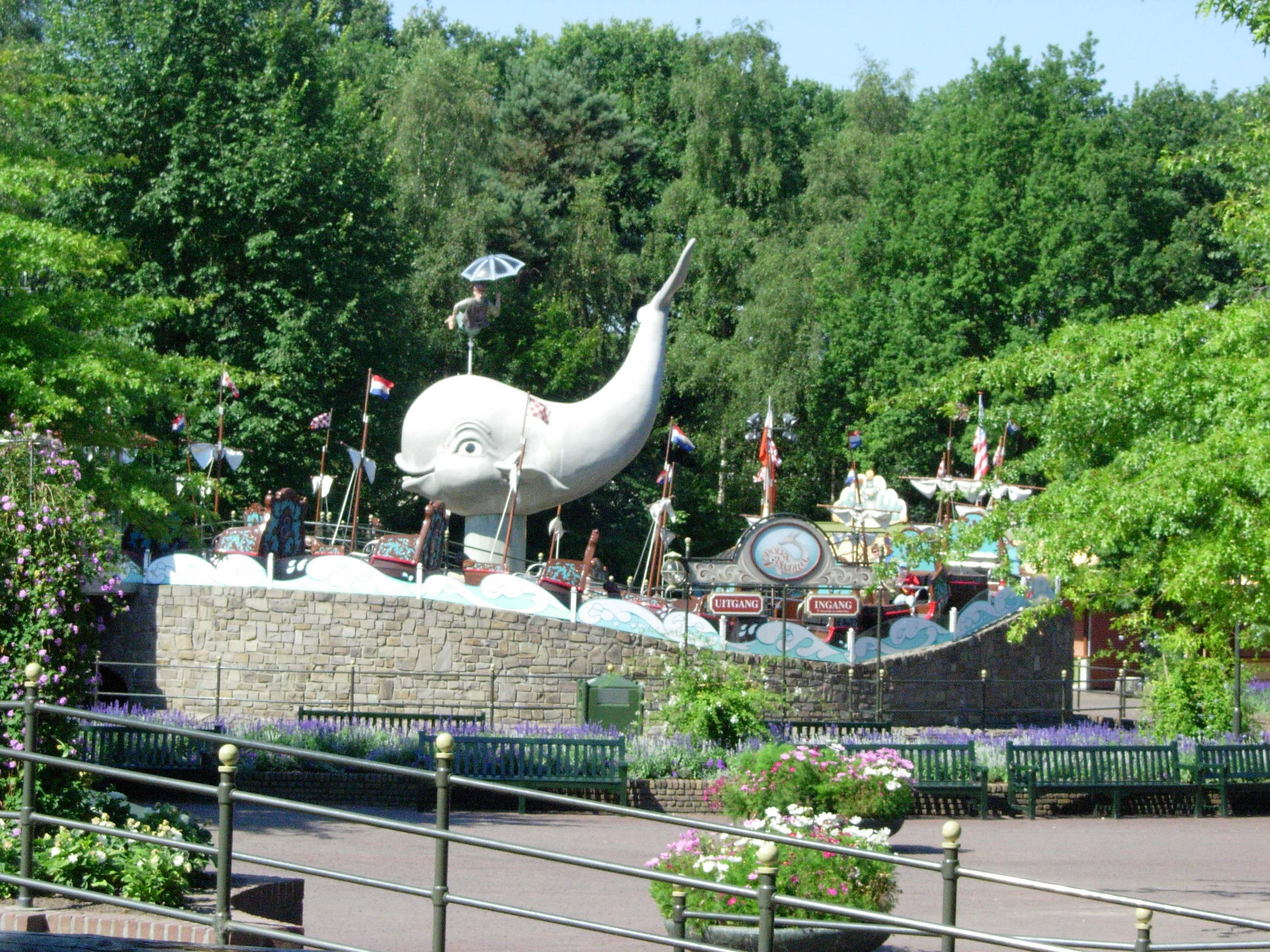
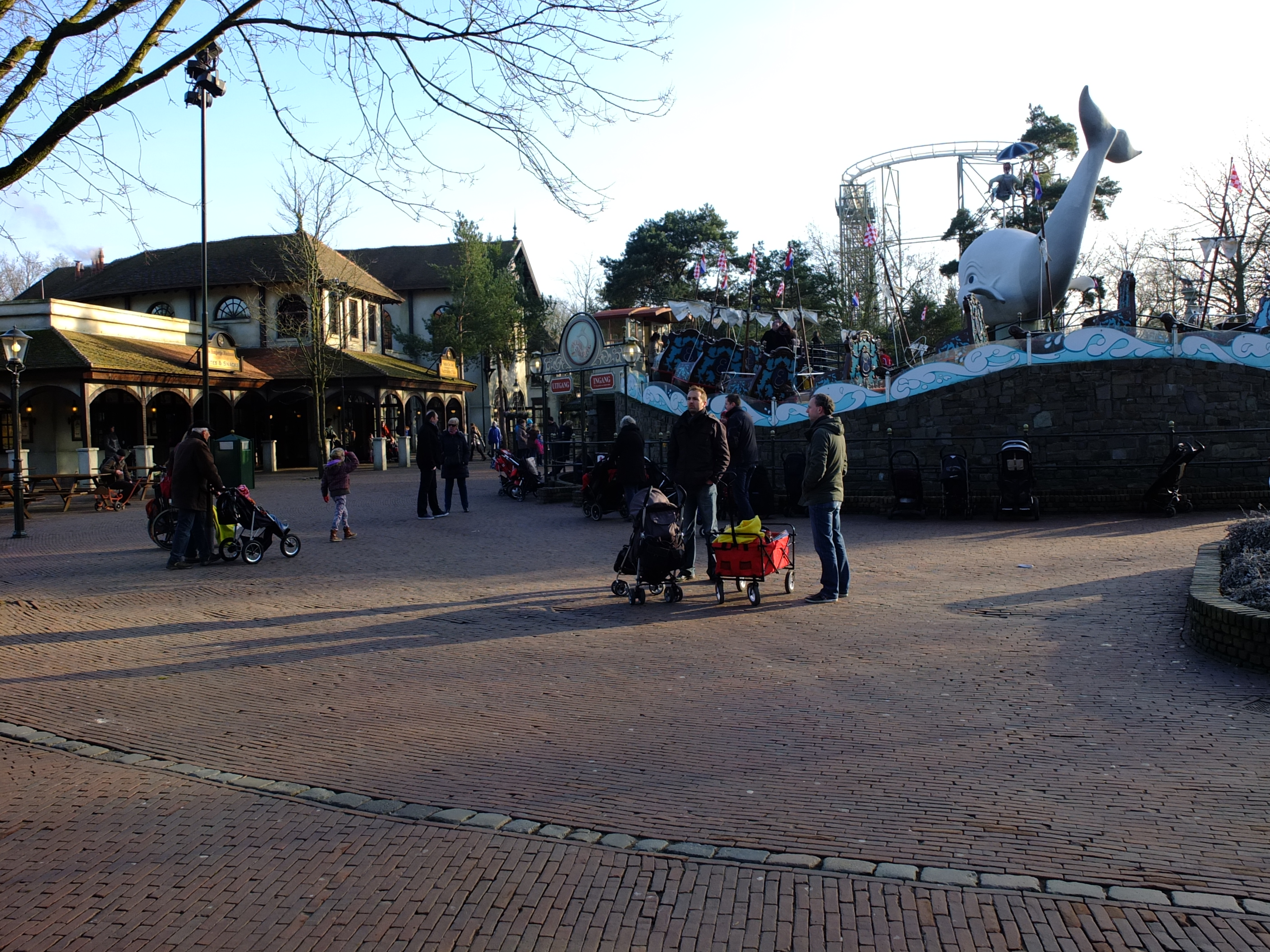

Lijst van attracties in de Efteling · Lijst van sprookjes in de Efteling · Afbeeldingen